# Pachycladon cheesmanii
Pachycladon cheesmanii là một loài thực vật có hoa trong họ Cải. Loài này được Heenan & A.D.Mitch. mô tả khoa học đầu tiên năm 2002.